# Darwin (Ilhas Malvinas)

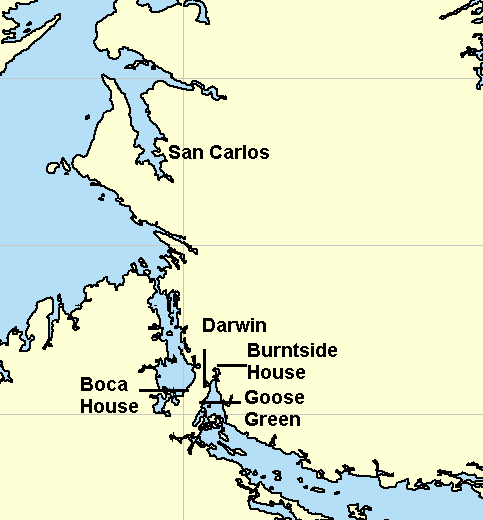
Localização do vilarejo de Darwin

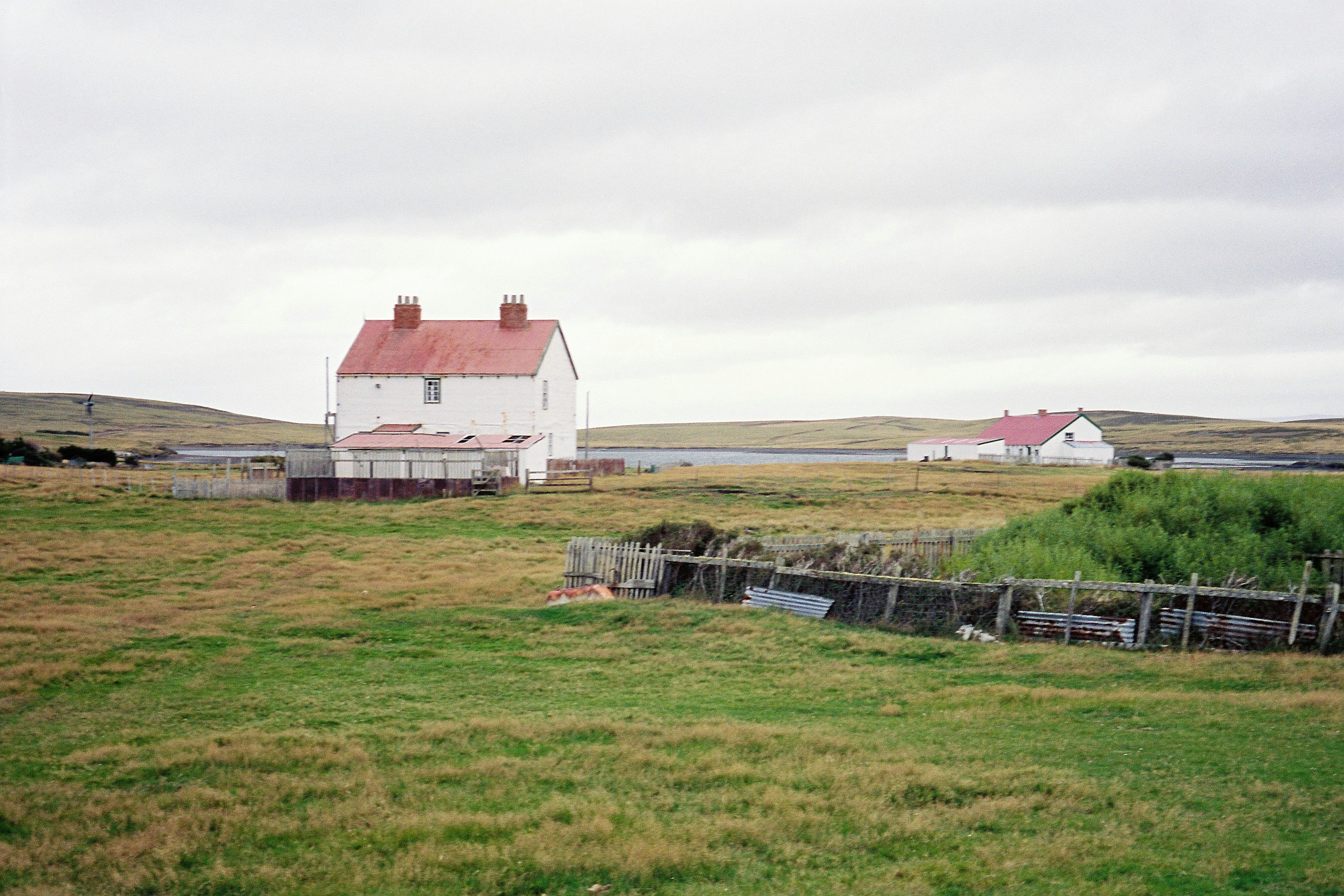
O vilarejo de Darwin

Darwin é um assentamento em Lafonia na Malvina Oriental a maior do arquipélago das Malvinas, 4,0 quilômetros ao norte de Goose Green. Foi conhecido, ocasionalmente (e ainda é de vez em quando), como Porto de Darwin.
É nomeado após Charles Darwin, que realizou uma pesquisa zoológica nas Ilhas Malvinas em sua segunda viagem.
Cerca de um quarto de século depois da visita de Charles Darwin, o vilarejo de Darwin foi fundado. O primeiro edifício, erguido em 1859, foi a casa paroquial.

## Guerra das Malvinas
Foram travados pesados combates em Darwin e arredores durante a Guerra das Malvinas, no que foi denominada como a batalha de Goose Green. Um grande número de vítimas argentinas foram enterrados no local. 

## Ligação externa
- «Mapa das Ilhas Falklands com a localização da penísula Lafonia»